# Декальб (округ, Іллінойс)
Шаблон:StateAbbr_ 41°53′ пн. ш. 88°46′ зх. д. / 41.89° пн. ш. 88.77° зх. д.
Округ Декальб (англ. DeKalb County) — округ (графство) у штаті  Іллінойс, США. Ідентифікатор округу 17037.

## Історія
Округ утворений 1837 року.

## Демографія
За даними перепису 
2000 року 
загальне населення округу становило 88969 осіб, зокрема міського населення було 68800, а сільського — 20169.
Серед мешканців округу чоловіків було 44086, а жінок — 44883. В окрузі було 31674 домогосподарства, 19964 родин, які мешкали в 32988 будинках.
Середній розмір родини становив 3,11.
Віковий розподіл населення поданий у таблиці:
| Стать    | До 15 років | 15-21 | 22-29 | 30-39 | 40-49 | 50-65 | 65-85 | Понад 85 |
| -------- | ----------- | ----- | ----- | ----- | ----- | ----- | ----- | -------- |
| Чоловіки | 8755        | 7955  | 6874  | 6037  | 5819  | 5129  | 3180  | 337      |
| Жінки    | 8448        | 8428  | 6023  | 5981  | 5713  | 5096  | 4329  | 865      |

## Суміжні округи
- Бун — північ
- Макгенрі — північний схід
- Кейн — схід
- Кендалл — південний схід
- Ла-Салл — південь
- Лі — захід
- Оґл — захід
- Віннебаґо — північний захід

## Виноски
1. ↑  US Decennial Census. US Census Bureau. Архів оригіналу за 26 квітня 2015. Процитовано 4 липня 2014.
2. ↑  Historical Census Browser. University of Virginia Library. Архів оригіналу за 11 серпня 2012. Процитовано 4 липня 2014.
3. ↑  Population of Counties by Decennial Census: 1900 to 1990. US Census Bureau. Архів оригіналу за 24 квітня 2014. Процитовано 4 липня 2014.
4. ↑  Census 2000 PHC-T-4. Ranking Tables for Counties: 1990 and 2000 (PDF). US Census Bureau. Архів оригіналу (PDF) за 18 грудня 2014. Процитовано 4 липня 2014.
5. ↑  State & County QuickFacts. US Census Bureau. Архів оригіналу за 6 червня 2011. Процитовано 4 липня 2014.(англ.) Наведено за англійською вікіпедією.
6. ↑  American FactFinder. Бюро перепису населення США. Архів оригіналу за 21 травня 2008. Процитовано 31 січня 2008.

| США | Це незавершена стаття з географії США. Ви можете допомогти проєкту, виправивши або дописавши її. |